# Pfarrkirche Windigsteig

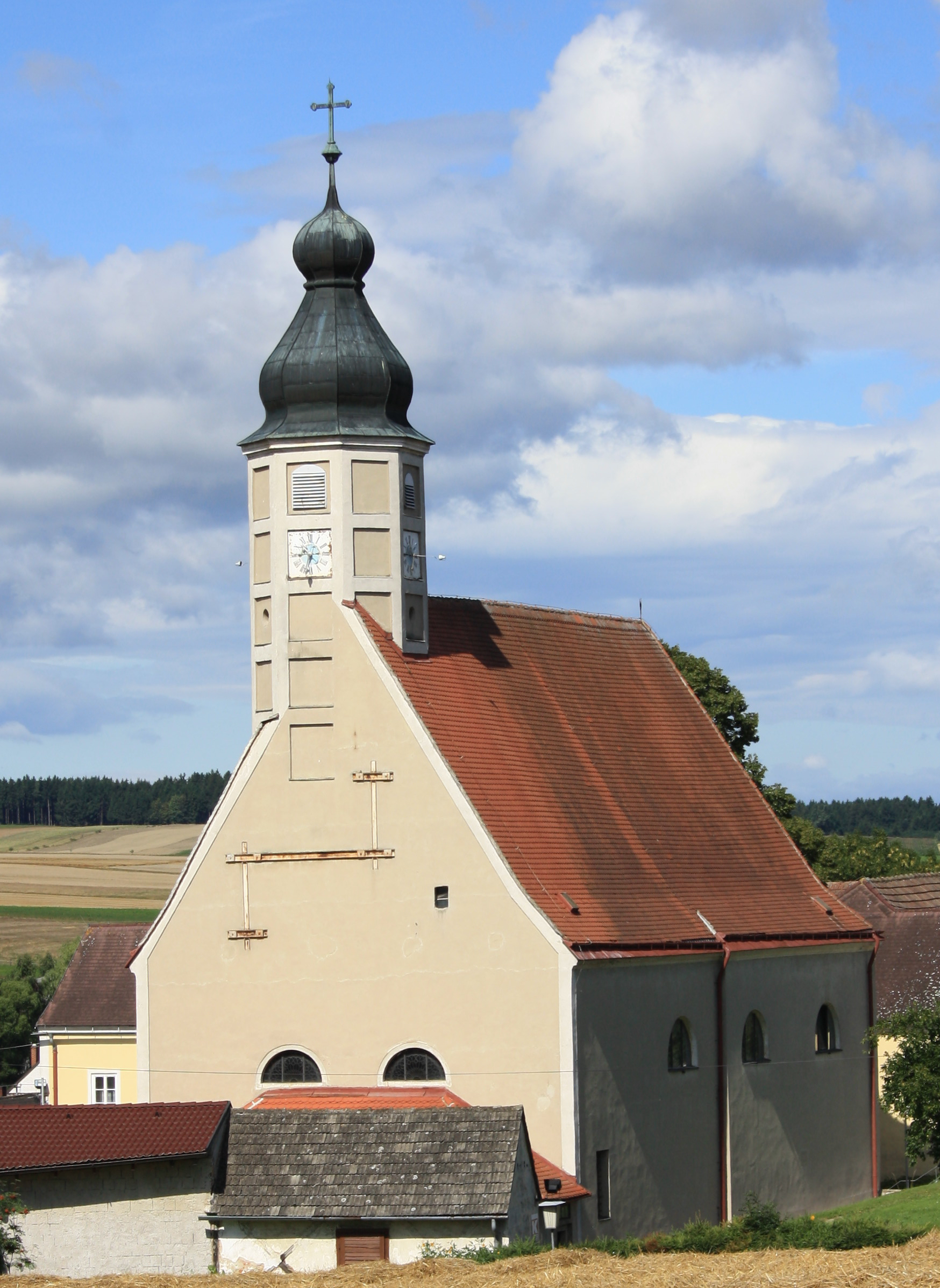
Katholische Pfarrkirche hl. Laurentius in Windigsteig

Die römisch-katholische Pfarrkirche Windigsteig steht erhöht nördlich des Hauptplatzes des Ortes Windigsteig in der Marktgemeinde Windigsteig im Bezirk Waidhofen an der Thaya in Niederösterreich. Die dem heiligen Laurentius geweihte Kirche – dem Stift Zwettl inkorporiert – gehört zum Dekanat Waidhofen an der Thaya in der Diözese St. Pölten. Die Pfarrkirche steht unter Denkmalschutz.

## Geschichte
Die Pfarre ist eine Gründung der Kuenringer. Eine Kirche wurde 1300 urkundlich genannt. Im Mauerkern ist wohl ein gotischer Kern erhalten. 1303 gingen die Patronatsrechte an das Stift Zwettl, urkundlich wurde 1330 eine Pfarrkirche genannt und 1399 dem Stift inkorporiert. Nach einer Behebung von Schäden durch die Hussiten wurde die Kirche 1437 neu geweiht. Die Kirche wurde 1469 baulich erweitert. Ein weitgehender Neubau der Kirche erfolgte im zweiten und dritten Viertel des 17. Jahrhunderts. 1719 erfolgten Erneuerungen. 1784 wurde das Gnadenbild der Wallfahrtskirche Maria Rafingsberg (heute Kirchenruine Rafingsberg) hierher übertragen. 1905, 1950, 1966/68 waren Restaurierungen.